# Amadou Dante
Amadou Dante, né le 7 octobre 2000 au Mali, est un footballeur international malien qui évolue au poste d'arrière gauche au FC Arouca.

## Biographie

### En club
Formé au Mali par le club du Yeelen Olympique, Amadou Dante rejoint l'Autriche et le club du Sturm Graz en 2019 qui le prête en septembre 2019 au TSV Hartberg. Il joue son premier match lors d'une rencontre de première division autrichienne face au LASK le 3 juin 2020 (victoire 1-2 de Hartberg). Il inscrit son premier but lors de son troisième match, le 10 juin suivant, face au Wolfsberger AC. Cette rencontre est remportée par quatre buts à deux par son équipe.
Il est prévu qu'il soit intégré à l'équipe première de Sturm Graz après la saison 2019-2020. Il joue son premier match avec Sturm Graz le 28 août 2020, lors d'une rencontre de coupe d'Autriche face au SV Innsbruck. Il est titulaire et son équipe s'impose par huit but à zéro. Il est à nouveau titularisé lors de la première journée de la saison 2020-2021, le 13 septembre contre le SKN Sankt Pölten (0-0).
En octobre 2020 il prolonge son contrat jusqu'en 2024.
En février 2024 il rejoint le club suisse du FC Zurich en prêt jusqu’à la fin de la saison, avec une option d’achat.
Dante marque son premier but pour Zurich le 6 avril 2024 face au Servette FC. Titulaire, il donne la victoire à son équipe en étant l'unique buteur de la rencontre.
De retour de prêt, il effectue sa préparation avec le club autrichien avant de partir en prêt avec option d'achat au FC Arouca en première division portugais pour une saison.
Lors de la saison 2024-25, Amadou Dante a disputé 8 matches. Son contrat avec le Sturm Graz est prévu juaqu'au juin 2026.

### En sélection
Avec les moins de 20 ans, il participe à la Coupe d'Afrique des nations des moins de 20 ans en 2019. Il joue trois matchs dans cette compétition, tous en tant que titulaire, dont la finale remportée par le Mali face au Sénégal, après une séance de tirs au but.
Amadou Dante honore sa première sélection avec l'équipe nationale du Mali le 4 juin 2022, face au Congo. Il est titularisé et son équipe l'emporte par quatre buts à zéro. Le 2 janvier 2024, il est retenu dans la liste des vingt-sept joueurs maliens sélectionnés par Éric Chelle pour disputer la Coupe d'Afrique des nations 2023.

## Palmarès
Mali - 20 ans
- CAN -20 ans (1) :
  - Vainqueur : 2019.

 SK Sturm Graz :
- Coupe d'Autriche (1) :
  - Vainqueur : 2022-2023